# Couin New British Cemetery
Couin New British Cemetery is een Britse militaire begraafplaats met gesneuvelden uit de Eerste Wereldoorlog en is gelegen in het Franse dorp Couin (departement Pas-de-Calais). De begraafplaats werd ontworpen door Reginald Blomfield en wordt onderhouden door de Commonwealth War Graves Commission. Ze ligt aan de Rue de Souastre op ruim 500 m ten noorden van het dorpscentrum (Église Saint-Pierre). Het terrein ligt in de hoek gevormd door de splitsing van twee wegen en heeft een nagenoeg driehoekige vorm. De begraafplaats wordt aan twee zijden afgebakend door een bakstenen muur en aan de derde zijde door een haag en heesters. Het Cross of Sacrifice staat in de oostelijke hoek. Een metalen hekje dat naar twee tegenover elkaar liggende opwaartse trappen met een zestal treden leidt, vormt de toegang. In de zuidelijke hoek staat een schuilhuisje. 
In 8 evenwijdige rijen liggen 362 doden begraven.
Aan de overzijde van de straat ligt de Couin British Cemetery.

## Geschiedenis
Het kasteel van Couin werd door de Britten van 1915 tot 1918 als divisiehoofdkwartier gebruikt. Omdat Couin British Cemetery, dat aan de overkant van de straat ligt, niet meer uitgebreid kon worden begon men in januari 1917 met de aanleg van de Couin New British Cemetery dat door veldhospitalen tot het einde van de oorlog werd gebruikt. Eén graf werd na de wapenstilstand vanuit een begraafplaats in Coigneux naar hier overgebracht.  
Er liggen 344 Britten, 14 Nieuw-Zeelanders, 2 Canadezen en 2 Duitsers begraven.

## Onderscheiden militairen
- Dickson Cornelius Savage, sergeant bij het Otago Regiment, N.Z.E.F. werd onderscheiden met het Victoria Cross, de Distinguished Conduct Medal en de Military Medal (VC, DCM, MM). Hij was ook drager van het Belgische oorlogskruis. Hij diende onder het alias Richard Charles Travis.
- Norman Newton Caton, luitenant bij de Royal Field Artillery werd onderscheiden met het Military Cross (MC).
- Donald Fraser, kapelaan bij het Army Chaplains' Department werd onderscheiden met de Distinguished Service Order (DSO).
- Frederick Mackay, luitenant bij de Royal Welsh Fusiliers, J. Burns, sergeant bij het King's Royal Rifle Corps en Thomas Ernest Saunderson, korporaal bij het East Yorkshire Regiment werden onderscheiden met de Distinguished Conduct Medal DCM).
- luitenant John Henry Hodgson; sergeanten Thomas Stuart en A.J. Berry; korporaals Sydney John Beard en W. Barlow; kanonnier George Simons en soldaat Lionel George Nicholson werden onderscheiden met de Military Medal (MM). Sergeant J. Fielding ontving deze onderscheiding tweemaal (MM and Bar).